# Marekaffo
Marekaffo ist eine Gemeinde im Kreis Yélimané in der Region Kayes im Südwesten Malis. Das Verwaltungszentrum (chef-lieu) ist die kleine Stadt Dogofiry. Im Jahr 2009 hatte die Gemeinde 4548 Einwohner.